# Марага (Дагестан)
Марага (азерб. Marağa) — село в Табасаранском районе Дагестана (Россия). Административный центр сельского поселения «Сельсовет Марагинский».
Село впервые упоминается в VII веке. По версии некоторых учёных, предками жителей села являются выходцы с Аравийского полуострова.

## Население
| 1895  | 1926  | 1939  | 1959 | 1970  | 1989  | 2002  |
| ----- | ----- | ----- | ---- | ----- | ----- | ----- |
| 1812  | ↗1941 | ↘1612 | ↘867 | ↗1170 | ↗1413 | ↘1383 |
| 2010  | 2021  |       |      |       |       |       |
| ↗1791 | ↘1333 |       |      |       |       |       |

Согласно сведениям 1895 года в селе проживали татары (Азербайджанцы) и таты.Согласно переписи дагестана 1886 года в селе проживало 1.753 (97,9%) татар (азербайджанцев) и 38 (2,1%) татов.